# 야야 (기업)
야야는 1999년에 설립된 대한민국의 완구류 전문 기업이다. 설립 당시 명칭은 엠토이였으나, 2002년에 야야로 명칭을 바꾸었다. 그 해부터 월트 디즈니와 제휴를 체결하여 디즈니 캐릭터 상품을 매년 생산 · 판매하고 있다. 과거에는 포세이돈이라는 중장비, 특수차 완구와 기아 프라이드 완구를 생산한 적 있었다. 2024년 에스에이엠지 엔터테인먼트와 제휴를 체결하여 캐치 티니핑의 주인공 티니핑 하츄핑 미끄럼틀을 최초로 출시하였다.

## 출시 제품

### 승용 완구
- 붕붕카 (메르세데스 벤츠 안토스, 지프 글래디에이터 등)
- 롤링카
- 지붕차
- 킥보드
- 자전거

### 비승용 완구
- 아이스크림 우디
- 우든 병원놀이, 주방놀이
- 전자 패드
- 마이봇 멀티농구대

### 가구
- 테이블 & 체어
- 침대 (바닐라 버스)
- 멀티 디딤대
- 우디 주방놀이
- 포레 전면책장

### 미끄럼틀
- 버스 (바닐라 버스, 핑크 버스)
- 까사 미끄럼틀
- 카밍 미끄럼틀

### 캐릭터 완구
- 뽀롱뽀롱 뽀로로 (테이블 & 체어)
- 헬로키티 (지붕차, 킥보드, 테이블 & 체어)
- 꼬마버스 타요 (지붕차, 미끄럼틀, 침대) ※ 야야의 최초 발매품으로 추정되는 타요 제품이다.
- 로보카 폴리 (지붕차, 롤링카, 킥보드, 보호장구)
- 핑크퐁 아기상어 (붕붕카 등) ※ 야야의 최초 핑크퐁 제품이다.
- 캐치 티니핑 (미끄럼틀) ※ 야야의 최초 에스에이엠지 제품이다.

## 단종 제품

### 승용 완구
- 호핑볼
- 턴투

### 비승용 완구
- 포세이돈 ※ 트럭 등 중장비, 특수차 완구로, 뽀로로 버전으로 변경된 후 단종되었다.(출시 초기에는 옥스포드의 유선조종 굴착기 완구였었다.) 현재 구급차는 바니랜드로 생산권이 넘어갔다.
- 쌍용 무쏘, 기아 프라이드, GM대우 마티즈 등의 차량 모형
- 아킬레스 군단 ※ 야야의 최초 탱크 완구였었다.
- 엘리트 캅스
- 베베폰
- 다이노 썬더

### 캐릭터 완구
- 뽀롱뽀롱 뽀로로 (중장비) 현재는 바니랜드로 생산권이 모두 넘어갔다.
- 도라에몽 (볼링게임, 구급차, 스포츠카, 유아용 변기 등) ※ 야야의 최초 해외 애니메이션 제품이었다.
- 방귀대장 뿡뿡이 (호핑볼 등)
- 헬로키티 (소꿉놀이, 병원놀이 등)
- 디즈니 (호핑볼 등)
- 애플캔디걸 (킥보드, 병원놀이 등)